# Christophe Chantepy
« Chantepy » redirige ici. Pour l’article homophone, voir Chantepie.
Christophe Chantepy, né le 8 août 1959 à Saint-Chamond (Loire), est un diplomate et haut fonctionnaire français.  Il est actuellement président de la section du contentieux du Conseil d'État, qui est autrement-dit le rôle de président de la Cour suprême administrative de France.

## Biographie

### Jeunesse et études
Christophe Chantepy naît dans une famille modeste, à Saint-Chamond. Il suit des études scientifiques et intègre l'École centrale Paris, dont il fait partie de la promotion 1981. Il s'inscrit ensuite à l'Institut d'études politiques de Paris, où il prépare le concours de l'École nationale d’administration. Il y est admis au sein de la promotion Diderot, et en sort dans la botte.

### Parcours professionnel
Il entre au Conseil d'État en 1993. C'est alors un ami proche de Richard Descoings.
Après avoir été conseiller technique de Michel Charasse au ministère du budget, puis d'Édith Cresson et Pierre Bérégovoy à Matignon durant le second septennat de François Mitterrand, il revient dans les cabinets ministériels sous le gouvernement Jospin, dirigeant d'abord le cabinet de Ségolène Royal à l'enseignement scolaire (1997-2000) puis celui de Michel Sapin à la fonction publique (2000-2002),.
Il est promu conseiller d'État le 31 juillet 2001, corps qu'il retrouve en mai 2002 après la réélection de Jacques Chirac. Placé dans la position de disponibilité pour convenances personnelles par décret du président de la République le 11 janvier 2007, afin de devenir l'un des principaux animateurs de la campagne présidentielle de Ségolène Royal, il réintègre le Conseil dès le lendemain de la défaite socialiste. Il est nommé président de la 1re sous-section de la section du contentieux du Conseil d'État le 1er janvier 2010. Il a par ailleurs été président de section à la Cour nationale du droit d'asile et membre titulaire de la Cour supérieure d'arbitrage.
En 2011, lors de la primaire socialiste, il rejoint la campagne de François Hollande.
Le 15 mai 2012, le Premier ministre Jean-Marc Ayrault lui confie la direction de son cabinet, poste qu'il occupe jusqu'en 2014.
De 2015 à 2019, il est ambassadeur de France en Grèce.
Il apparait en 2019 au côté de son mari dans le film de Denis Dercourt, L'Enseignante.
En 2019, il est réintégré au Conseil d’État. Par arrêté du 25 octobre 2019, il est nommé président de la 3ème chambre de la section du contentieux du Conseil d’État.
Il est nommé président de la section du contentieux du Conseil d’État à compter du 27 janvier 2021.

## Militant socialiste
Ce germanophile[réf. souhaitée], qui ne fait pas mystère de son homosexualité, est entré au Parti socialiste (PS) en 1980 et fut un fidèle de Laurent Fabius jusqu'à son passage au ministère de l'Économie de 2000 à 2002, où il entre en désaccord avec sa politique. Il se rapproche alors du Premier secrétaire François Hollande.
Sur la proposition de Ségolène Royal, il devient en 2005 président de l'association Désirs d'avenir (et du site Web associé), tremplin de la candidate à la candidature. Après l'investiture de Ségolène Royal par le PS, il est nommé directeur de cabinet de son comité de campagne.

## Décorations
* Grand Croix de l'Ordre du Phénix de Grèce.[réf. nécessaire]